# Servicio Autónomo de Registros y Notarías

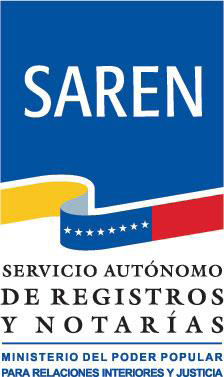
Logo del Saren.

El Servicio Autónomo de Registros y Notarías (SAREN) es un organismo dependiente del Estado Venezolano y adscrito a la vicepresidencia ejecutiva de la República, encargado de registrar y/o notariar documentos de ventas de bienes muebles e inmuebles, compañías anónimas, firmas personales, registros de títulos universitarios, entre otras. Asimismo haciendo de uso público y oficial estos documentos. Otra de sus funciones es dar Garantía de Seguridad Jurídica en el país. La institución está estudiando colocar el siguiente eslogan en campañanas publicitarias para la ciudadanía: !Ahora los Registros y Notarías se llaman SAREN!.

## Tipos de Oficinas

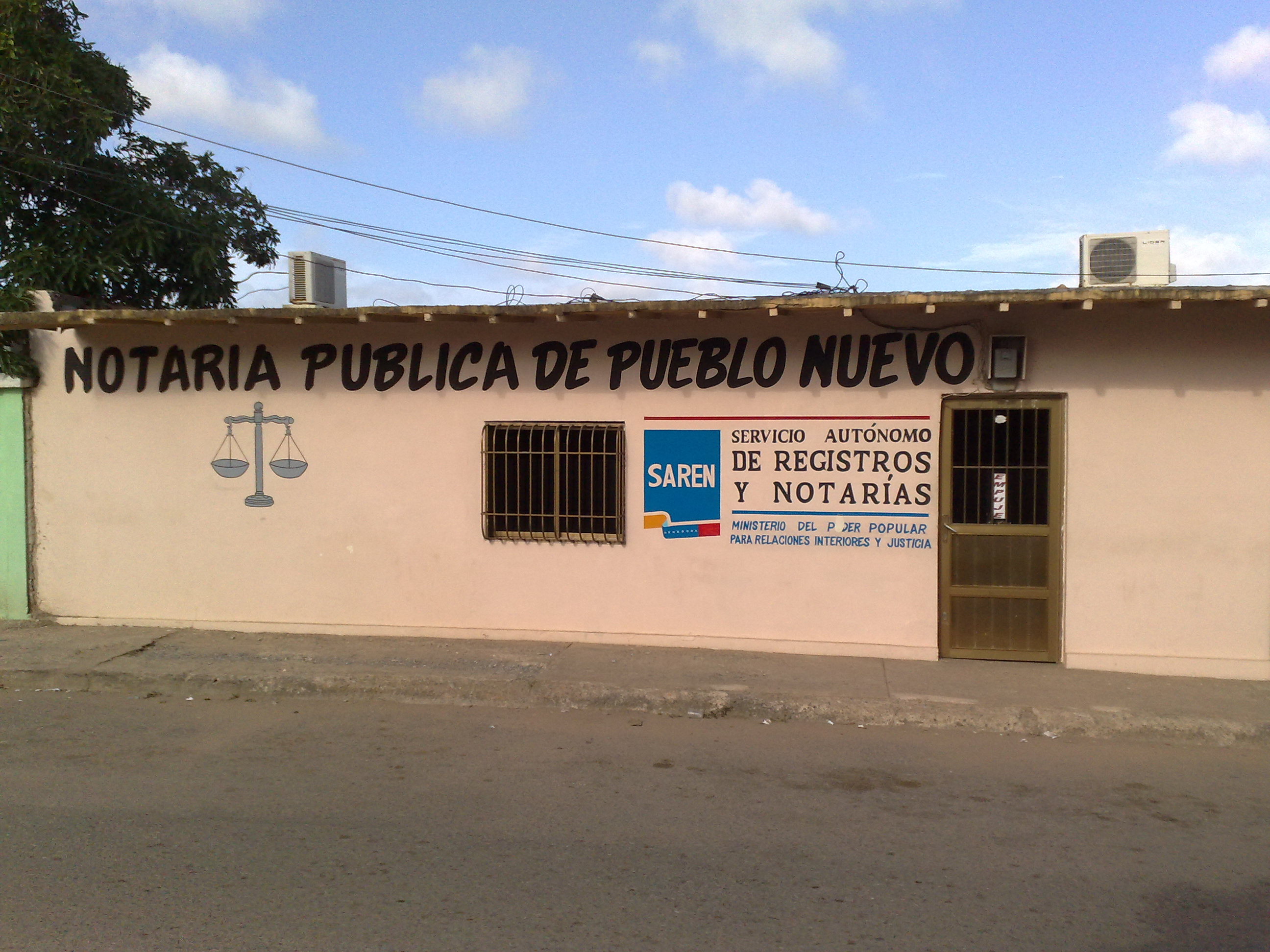
Notaría pública del SAREN en Pueblo Nuevo, estado Falcón.

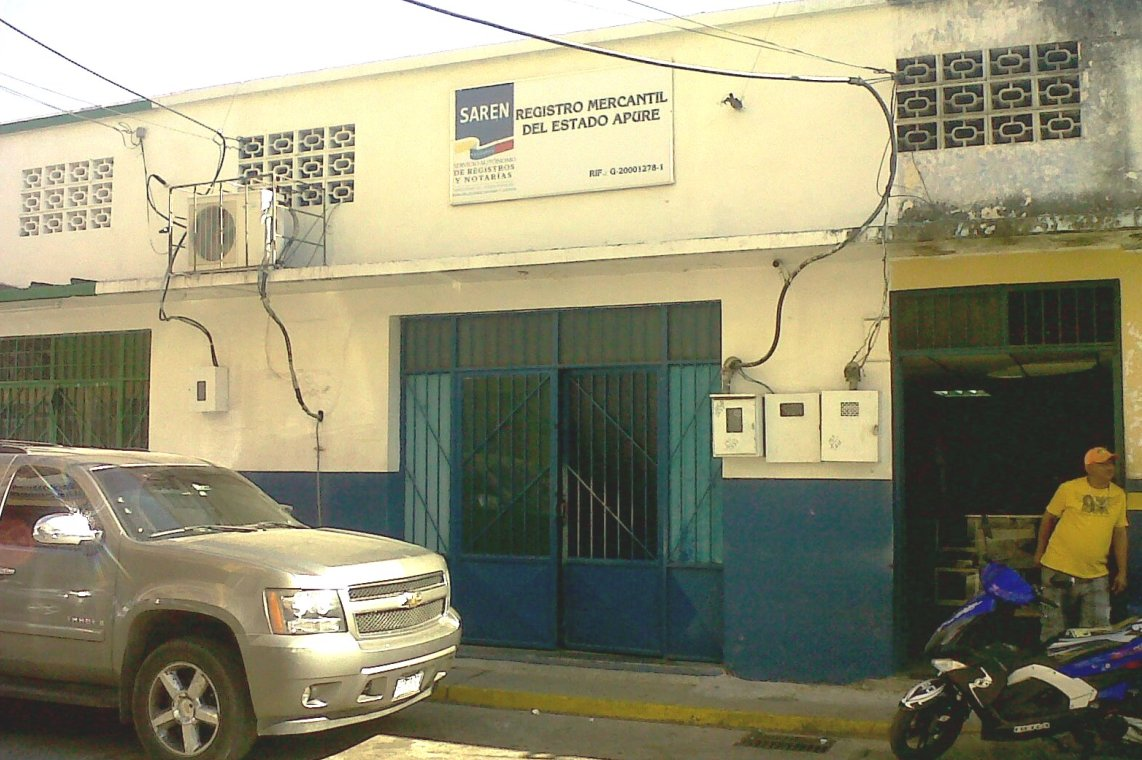
Registro Mercantil del estado Apure, San Fernando de Apure.

El SAREN se divide en cuatro tipo de oficinas:

### Los Registros Principales
Los Registros Principales son las oficinas encargadas de registrar los títulos universitarios, partidas de nacimientos, entre otros.

### Los Registros Públicos o Inmobiliarios o Subalternos
Los Registros Públicos tienen varias denominaciones como "Inmobiliarios" o "Subalternos", siendo todas ellas válidas. En este tipo de oficinas se llevan a cabo los registros de bienes inmuebles, terrenos, parcelas, fincas, casas, apartamentos, hierros y señales (ganado), entre otras. En municipios donde no existen Notarías Públicas, los Registros Públicos cumplen funciones notariales.

### Los Registros Mercantiles
Los Registros Mercantiles validan actos comerciales, es decir, registro de compañías anónimas, firmas personales, sociedades anónimas, comercios y empresas, entre otras. Estas están generalmente en las capitales de los estados. Hay estados que poseen más de uno. exactamente para esos son

### Las Notarías Públicas
Las Notarías Públicas notarían (autentican o formalizan) otros tipos de actos relacionados con Compras y Ventas de vehículos, aeronaves, embarcaciones, motos, carros, autobuses o cualquier otro bien mueble; todo tipo de documentos denominados "poderes", estos poderes sirven para comprar, vender, autorizar, movilizar, trasladar, transportar casi cualquier cosa o persona. Además de protocolizar actas de matrimonios, autorizaciones de menores de edad, etc.

## Distribución de las oficinas registrales y notariales en Venezuela
Todos estos tipos de oficinas están dispuestas a nivel nacional, ubicadas tanto en las capitales de los estados como en las otras parroquias de los municipios:
- En los estados:
  - Registros Principales. Con jurisdicción en cada entidad Federal.
  - Registros Mercantiles:
    - Con jurisdicción en un estado (departamento, región), es decir, algunos cubren todos los municipios de un estado y a veces cubren municipios que no son de su estado.
    - Cuando hay dos o más Registros Mercantiles en un estado, se dividen los municipios.

  - Registros Públicos. Con jurisdicción en uno o más municipios, de un mismo estado y a veces cubren municipios de otro estado.
  - Notarías Públicas. No poseen jurisdicción específica. Ya que las notarías trabajan con bienes muebles (movibles), se pueden hacer trámites de cualquier bien mueble en cualquier notaría del país. Ej: Ud puede vender un carro en Caracas, en Valencia o Maracaibo.